# INCA1
INCA1 (англ. Inhibitor of CDK, cyclin A1 interacting protein 1) – білок, який кодується однойменним геном, розташованим у людей на 17-й хромосомі. Довжина поліпептидного ланцюга білка становить 236 амінокислот, а молекулярна маса — 26 817.
| 10         |  | 20         |  | 30         |  | 40         |  | 50         |
| ---------- |  | ---------- |  | ---------- |  | ---------- |  | ---------- |
| MQVQDDGVNL |  | IPFAKCSRVV |  | SRSPPPRLPS |  | QSLRPMPQRY |  | GDVFWKNLNQ |
| RPTPTWLEEQ |  | HIPPMLRATG |  | CSQLGLYPPE |  | QLPPPEMLWR |  | RKKRRPCLEG |
| MQQQGLGGVP |  | ARVRAVTYHL |  | EDLRRRQSII |  | NELKKAQWGS |  | SGAASEPVVL |
| GEEGCGFPST |  | NEYPDLEEER |  | ATYPQEEDRF |  | LTPGRAQLLW |  | SPWSPLDQEE |
| ACASRQLHSL |  | ASFSTVTARR |  | NPLHNPWGME |  | LAASEE     |  |            |

A: Аланін

C: Цистеїн

D: Аспарагінова кислота

E: Глутамінова кислота

F: Фенілаланін

G: Гліцин

H: Гістидин

I: Ізолейцин

K: Лізин

L: Лейцин

M: Метіонін

N: Аспарагін

P: Пролін

Q: Глутамін

R: Аргінін

S: Серин

T: Треонін

V: Валін

W: Триптофан

Кодований геном білок за функцією належить до фосфопротеїнів. 
Задіяний у такому біологічному процесі, як альтернативний сплайсинг. 
Локалізований у ядрі.